# Arenillas
Arenillas es un municipio y localidad española de la provincia de Soria, en la comunidad autónoma de Castilla y León. El término municipal, ubicado en la comarca de Berlanga, tiene una población de 42 habitantes (INE 2024).

## Geografía
Tiene un área de 30,39 km². Por el término municipal transcurre de norte a sur la cañada riojana o galiana y de oeste a este el río Talegones, afluente del Duero. También pasa por el municipio el río Parado.

### Núcleos despoblados
- Tejarejo: a 3500 m al suroeste de la población en el camino que sale de esta, 1 km antes de alcanzar el punto donde se juntan los términos de Arenillas, Bañuelos y Lumías. Lo cita el Madoz. Gonzalo Martínez dice que ya estaba despoblado en 1594. Hay un paraje llamado el Tesarejo, ligeramente más cerca del pueblo (2700 m al suroeste) donde se ven unas naves.
- Villaseca: a 2675 m al sureste de la población, a la derecha del manantial del Cuerno. Unos 500 m antes de llegar a este se ven abundantes y extensas ruinas de lo que fue el pueblo. Los corrales de San Vicente, cercanos al despoblado recuerdan al patrono de su iglesia. Lo cita Madoz y Ensenada. Despoblado antes de 1594.

## Historia
A la caída del Antiguo Régimen la localidad se constituyó en municipio constitucional en la región de Castilla la Vieja que en el censo de 1842 contaba con 75 hogares y 310 vecinos.
A mediados del siglo XIX, el lugar tenía unas 60 casas. La localidad aparece descrita en el segundo volumen del Diccionario geográfico-estadístico-histórico de España y sus posesiones de Ultramar de Pascual Madoz de la siguiente manera:

ARENILLAS: l. con ayunt. de la prov. de Sória (9 leg.), part. jud. y adm. de rent. de Almazan (4), aud. terr. y c. g. de Búrgos (24), dióc. de Sigüenza (7): sit. en un llano en forma de una colina, sobre terreno arenoso, donde la baten libremente todos los vientos: su clima es sumamente frio, lo que hace se desarrollen con facilidad tercianas y reumatismos: se compone de 60 casas de mala construccion y escasas comodidades; hay casa de ayunt.; y sus calles son angostas y bastante sucias, pues carecen de toda policía; tiene una escuela de instruccion primaria, comun á ámbos sexos, servida por el sacristan, quien á la par es secretario de ayunt.; su dotacion por los tres cargos asciende á unos 300 ducados, pagados en granos; hay 1 igl. parr. dedicada á los Stos. Mártires, San Cipriano y Sta. Justina, cuya fiesta se celebra en 26 de setiembre; es un edificio bastante capaz, y de huena construccion, y está servida por 1 párroco., cuya plaza se provee por oposicion en concurso general: en sus inmediaciones, y como á 300 pasos al E. está la ermita de San Martin, que sirve de campo santo, edificio muy regular, pero en su interior todo desordenado: hay 2 fuentes; una inmediata á la pobl., de que se surten los vec. para sus usos, y la otra mas dist.; ámbas son de aguas saludables; los ganados beben en un pilon separado un tiro de bala: confina el térm. por N. con Cabreriza á 1 y 1/4 leg.; al E. con la Riva de Escalote á 3/4; por S. con Bascones á 1 1/4, y por OE. con Lumias á 1.; comprende los desp. de Vllaseca, Alconeza y Tajarejo (V). Su terreno es arenoso y falto de riego, por lo que escasean las prod.; sin embargo bien trabajado puede producir un doble: al O. hay un monte casi desarbolado; sus caminos son de herradura; la correspondencia se recibe en Berlanga los juéves: prod.: trigo, cebada, centeno, avena, guijas, yeros, y lentejas; su mayor cosecha es la del trigo, aunque generalmente muy mezclado con centeno. Tiene bastante ganado lanar, no bajando su número de 1.800 cab. que crian de 600, á 700 corderos: hay unas 40 yuntas mulares y otras tantas de bueyes; abundan las liebres y los conejos, especialmente en el monte: el comercio está reducido á la venta de algun grano sobrante en los mercados de Berlanga y Atienza: pobl.: 75 vec.; 310 alm.: cam. imp. 35,951 rs.: contr. en todos conceptos 4,070 rs.
(Madoz, 1845, pp. 513-514)

## Demografía
Cuenta con una población de 42 habitantes (INE 2024).
| Gráfica de evolución demográfica de Arenillas entre 1842 y 2021                                                       |
| |
| Población de derecho según los censos de población del INE. Población de hecho según los censos de población del INE. |

## Economía
Agricultura y ganadería ovina. Destilación de plantas aromáticas, espliego y lavanda. Un puñado de vecinos tratan, con esta y otras actividades, de salvar el pueblo de la despoblación que afecta a las poblaciones del suroeste de Soria.

## Patrimonio
- Iglesia de San Cipriano y Santa Justina,[2] con elementos góticos.
- Ermita de San Martín, adosada al cementerio.
- Fuente romana de piedra de sillería situada en la parte baja del pueblo, recientemente restaurada.

## Fiestas
- San Cipriano y Santa Justina, último fin de semana de septiembre y primera semana de agosto.
- Boina Fest, 1.er festival contra la despoblación soriana y de la Serrania Celtibérica. 1.er o 2.º sábado de agosto. Celebrado anualmente desde 2015.